# Elias dos Santos Ferreira

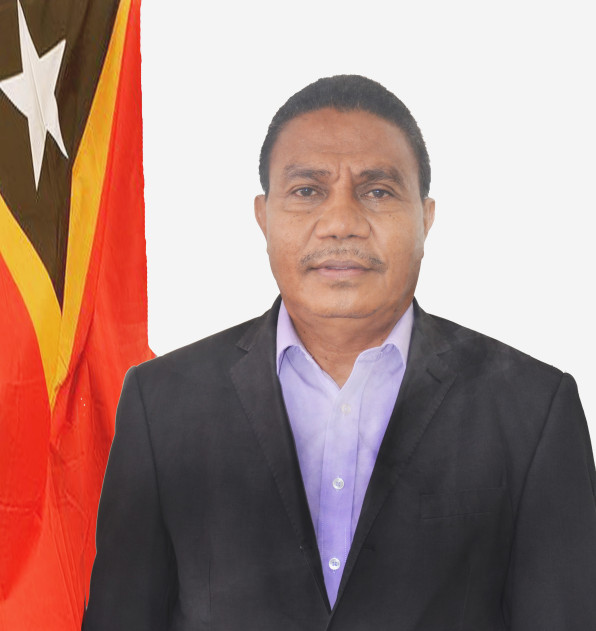
Elias dos Santos Ferreira

Elias dos Santos Ferreira (* 11. April 1963 in Samalari, Portugiesisch-Timor) ist ein osttimoresischer Beamter.

## Werdegang
Ferreira schloss 2012 einen Kurs in Economics and Accounting am Cristal Higher Education Institute in Dili ab.
1989 begann Ferreira im damals von Indonesien besetztem Osttimor als Beamter der Statistikabteilung des Subdistrikt Tutuala. 2004 koordinierte er im inzwischen unabhängigen Osttimor die erste Volkszählung. Von 2009 bis 2012 war Ferreira Nationaldirektor des Direcção Nacional de Estatística DNE. Es war dem Generaldirektorat für Analyse und Forschung des osttimoresischen Finanzministeriums. Unter Ferreiras Nachfolger António Freitas wurde das DNE ein eigenes Generaldirektorat (Direcção-Geral de Estatística DGS). Ferreira selbst wurde 2013 Nationaldirektor für Methodik und Datensammlung (DGS) innerhalb des neuen Generaldirektorats. Am 1. Juli 2016 löste Ferreira Freitas als Generaldirektor des DGS ab.